# 黃鑷口魚
黃長吻蝶魚（学名：Forcipiger flavissimus），俗名火箭蝶，為輻鰭魚綱鱸形目蝴蝶魚科的其中一種。

## 分布
本魚分布於印度太平洋區，包括東非、紅海、波斯灣、馬爾地夫、葛摩、模里西斯、塞席爾群島、斯里蘭卡、馬來西亞、泰國、菲律賓、印尼、中國南海、東海、日本、台灣、越南、新幾內亞、所羅門群島、澳洲、馬里亞納群島、馬紹爾群島、密克羅尼西亞、帛琉、諾魯、斐濟群島、夏威夷群島、法屬波里尼西亞、復活節島、加拉巴哥群島、東加、吉里巴斯、吐瓦魯、萬納杜、薩摩亞群島、厄瓜多、墨西哥等海域。

## 深度
水深1至30公尺。

## 特徵
本魚體極為側扁，吻部突出延長呈管狀，頭部上黑下白，體色鮮黃。尾鰭呈黑色，尾柄具有白緣。鰭硬棘12枚，豎起猶如印地安酋長的羽毛頭飾、軟條22至24枚；臀鰭上具有一黑斑，硬棘3枚、軟條17至18枚。體長可達22公分。

## 生態
本魚栖息在珊瑚礁或岩石海岸淺水區，性情溫和，大多各自活動或小群游動。游泳姿勢奇怪，以腹上背下的方式游泳，以避免遭受致命的攻擊。肉食性，以底棲小動物為食。

## 經濟利用
為高價值的觀賞性魚類，不供食用。